# 雲龍寺 (八王子市)
雲龍寺（うんりゅうじ）は、東京都八王子市山田町にある曹洞宗の寺院。山号は天海山。境内には産寧坂車地蔵尊を祀る。本山は福井県永平寺町の永平寺と横浜市鶴見区の總持寺の2寺。

## 歴史
天正8年（1580年）、随翁舜悦（諡号は「仏国普照禅師」）の開山により創建される。無縁貧困者の無付届寺として建立され、「本郷村の投込み寺」と呼ばれた。
明治期には一時廃寺同然となったが、三十六世足利正山により、明治31年（1898年）に再興される。
昭和20年（1945年）に太平洋戦争の八王子空襲で伽藍を焼失した。戦後復員した三十七世足利正明により再建される。
昭和38年（1963年）、1964年東京オリンピックに備えた区画整理のため現在地に移転。現在の諸堂はその後の再建である。

## 境内
- 五重塔　昭和52年（1977年）完成。
- 明珠閣

## 参考資料
- 三吉朋十『東京古寺地蔵めぐり』有峰書店新社
- 「本郷村 雲龍寺」『新編武蔵風土記稿』 巻ノ100多磨郡ノ12、内務省地理局、1884年6月。NDLJP:763990/46。

## 関連資料
- 清水正之『八王子山田町わが街』私家版[要文献特定詳細情報]